# 施瑙德塔尔
施瑙德塔尔（德語：Schnaudertal，發音：[ˈʃnaʊdɐˌtaːl]，意为“施瑙德河谷”）是德国萨克森-安哈尔特州布尔根兰县的市镇，面积20.73平方千米，2023年12月31日人口为883人。该市镇于2010年1月1日由市镇布勒考和维特根多夫合并而成。